# Charles Osborne (1893–1991)
Charles Osborne (ur. 18 grudnia 1893, zm. 1 maja 1991) – Amerykanin znany z czkawki trwającej przez 68 lat (1922–1990). Osborne urodził się w Anthon w stanie Iowa. Jego nazwisko zostało wpisane do Księgi rekordów Guinnessa jako człowiek z najdłuższym atakiem czkawki. Przez swoją przypadłość gościł w programach: Ripley’s Believe It or Not! w 1936 r., ABC That's Incredible! w 1980 r. i The Tonight Show prowadzonym przez Johnny’ego Carsona w 1983.
Czkawka Osborne'a zaczęła się w 1922 roku po tym jak upadł podnosząc ważącego około 159 kg (350 funtów) wieprza w trakcie przygotowań do uboju. Od tego wydarzenia Charles czkał przez 68 lat przeciętnie 40 razy na minutę, a pod koniec życia 20 razy na minutę. Próby operacyjnego powstrzymania czkawki nie powiodły się. Czkawka ustąpiła w 1990 roku.
Pomimo czkawki Osborne prowadził normalne życie – miał dwie żony i ośmioro dzieci. Nie radził sobie jednak ze sztucznymi zębami.
Osborne zmarł z powodu wrzodów w Marian Health Center w Sioux City, Iowa 1 maja 1991 roku, około roku po ustąpieniu ataków czkawki.